# جعفر بن عبد الرحمن
جعفر بن عبد الرحمن كان ملك (يانغ دي-برتوان أغونغ) ماليزيا العاشر (26 نيسان 1994 – 25 نيسان 1999) وكان الحاكم الأعظم العاشر لنكري سمبيلن (18 نيسان 1967 – 27 كانون الأول 2008). ولد في 19 تموز 1922 وتوفي في 27 كانون الأول 2008.